# لیلساند (شهرک)
لیلساند (به لاتین: Lillesand) یک شهرک در نروژ است که در منطقه نروژ جنوبی واقع شده‌است. لیلساند ۵٫۰۳ کیلومتر مربع مساحت و ۷٬۵۳۰ نفر جمعیت دارد و ۸ متر بالاتر از سطح دریا واقع شده‌است.